# Randy White (baloncestista)
Randy White (Shreveport, Luisiana, 4 de noviembre de 1967) es un exjugador de baloncesto estadounidense que jugó cinco temporadas en la NBA y otras cinco en el baloncesto europeo. Con 2,03 metros de estatura, jugaba en la posición de ala-pívot.

## Trayectoria deportiva

### Universidad
Jugó durante cuatro temporadas con los Bulldogs de la Universidad Tecnológica de Luisiana, en las que promedió 15,3 puntos y 8,3 rebotes por partido. en 1989 fue elegido Jugador del Año de la ASC, habiendo sido incluido en el mejor quinteto de la conferencia en sus dos últimas temporadas, en las que lideró a su equipo en puntos y rebotes.

### Profesional
Fue elegido en la octava posición del Draft de la NBA de 1989 por Dallas Mavericks, con quienes firmó un contrato por cinco temporadas. Su temporada más destacada fue la 1992-93, en la que promedió 9,7 puntos y 5,8 rebotes por partido.
Tras renunciar a sus derechos el equipo tejano, se marcha a jugar al baloncesto europeo fichando por el Nikas Peristeri de la liga griega, pero tras 6 partidos es despedido y sustituido por Chancellor Nichols. Al mes siguiente sustituye a Wendell Alexis en el Pfizer Reggio Calabria de la liga italiana, jugando 20 partidos en los que promedió 25,5 puntos y 8,1 rebotes.
En 1995 ficha por el Joventut de Badalona de la liga ACB, y en su primer partido sorprende a todo el mundo consiguiendo 47 puntos y 12 rebotes. pero su mala relación con el entrenador Zoran Slavnic y su exceso de individualismo hicieron que fuera cortado antes de finalizar la temporada, a pesar de promediar 20,5 puntos y 9,7 rebotes por partido. Tras su despido, terminó la temporada en su país, en los Oklahoma City Cavalry de la CBA.
Al año siguiente fichó por el Maccabi Tel Aviv, donde nuevamente tuvo problemas con su entrenador, que le costaron la multa más importante de la historia del club por unas declaraciones, 20.000 dólares. A pesar de ello formó junto con Rashard Griffith una de las mejores parejas de pívots del continente, logrando dos ligas y una copa de Israel en sus dos temporadas con los macabeos.
En 1998 fichó por el CSKA Moscú de la liga rusa, pero fue cortado a las pocas semanas. Acabó su carrera profesional jugando una temporada en la liga griega.

## Estadísticas de su carrera en la NBA

### Temporada regular
| Año     | Equipo | PJ  | PT | MPP  | %TC  | %3P  | %TL  | RPP | APP | ROB | TPP | PPP |
| ------- | ------ | --- | -- | ---- | ---- | ---- | ---- | --- | --- | --- | --- | --- |
| 1989–90 | Dallas | 55  | 2  | 12.9 | .369 | .071 | .562 | 3.1 | .4  | .4  | .1  | 4.3 |
| 1990–91 | Dallas | 79  | 29 | 24.1 | .398 | .162 | .707 | 6.4 | .8  | 1.0 | .6  | 8.8 |
| 1991–92 | Dallas | 65  | 12 | 15.7 | .380 | .148 | .765 | 3.6 | .5  | .5  | .3  | 6.4 |
| 1992-93 | Dallas | 64  | 20 | 22.4 | .435 | .238 | .750 | 5.8 | .8  | 1.0 | .7  | 9.7 |
| 1993-94 | Dallas | 18  | 3  | 17.8 | .402 | .300 | .576 | 4.6 | .6  | .6  | .6  | 6.4 |
| Total   | Total  | 281 | 66 | 19.2 | .401 | .193 | .707 | 4.9 | .6  | .7  | .4  | 7.4 |

### Playoffs
| Año     | Equipo | PJ | PT | MPP | %TC  | %3P  | %TL  | RPP | APP | ROB | TPP | PPP |
| ------- | ------ | -- | -- | --- | ---- | ---- | ---- | --- | --- | --- | --- | --- |
| 1989–90 | Dallas | 1  | 0  | 2.0 | .000 | .000 | .000 | .0  | .0  | .0  | .0  | 0.0 |
| Total   | Total  | 1  | 0  | 2.0 | .000 | .000 | .000 | .0  | .0  | .0  | .0  | 0.0 |